# Parque Escola Jardim Belmonte
O Parque Escola Jardim Belmonte é uma área protegida brasileira destinada à educação ambiental e ao lazer. Localizado na região nordeste de Belo Horizonte, ele possui 64.763 m² de área totalmente cercada.